# Baie Flandres
La baie Flandres est une grande baie de la péninsule Antarctique située entre le cap Renard et le cap Willems, le long de la côte ouest de la Terre de Graham. Explorée par l'explorateur belge Adrien de Gerlache lors de l'expédition du navire Belgica de 1897-1899, qui l'a nommée en l'honneur de la région géographique des Flandres en Belgique.
C'est également dans cette baie que vient s'abriter Jean-Baptiste Charcot, du 7 février au 19 février 1904 pour réparer les chaudières de son bateau, lors de sa première expédition en Antarctique sur le Français.